# Psilochorus taperae
Psilochorus taperae là một loài nhện trong họ Pholcidae. Loài này được phát hiện ở Brasil.